# Fushi (Thaa-atol)
Fushi is een van de onbewoonde eilanden van het Thaa-atol behorende tot de Maldiven.